# Schnitzen

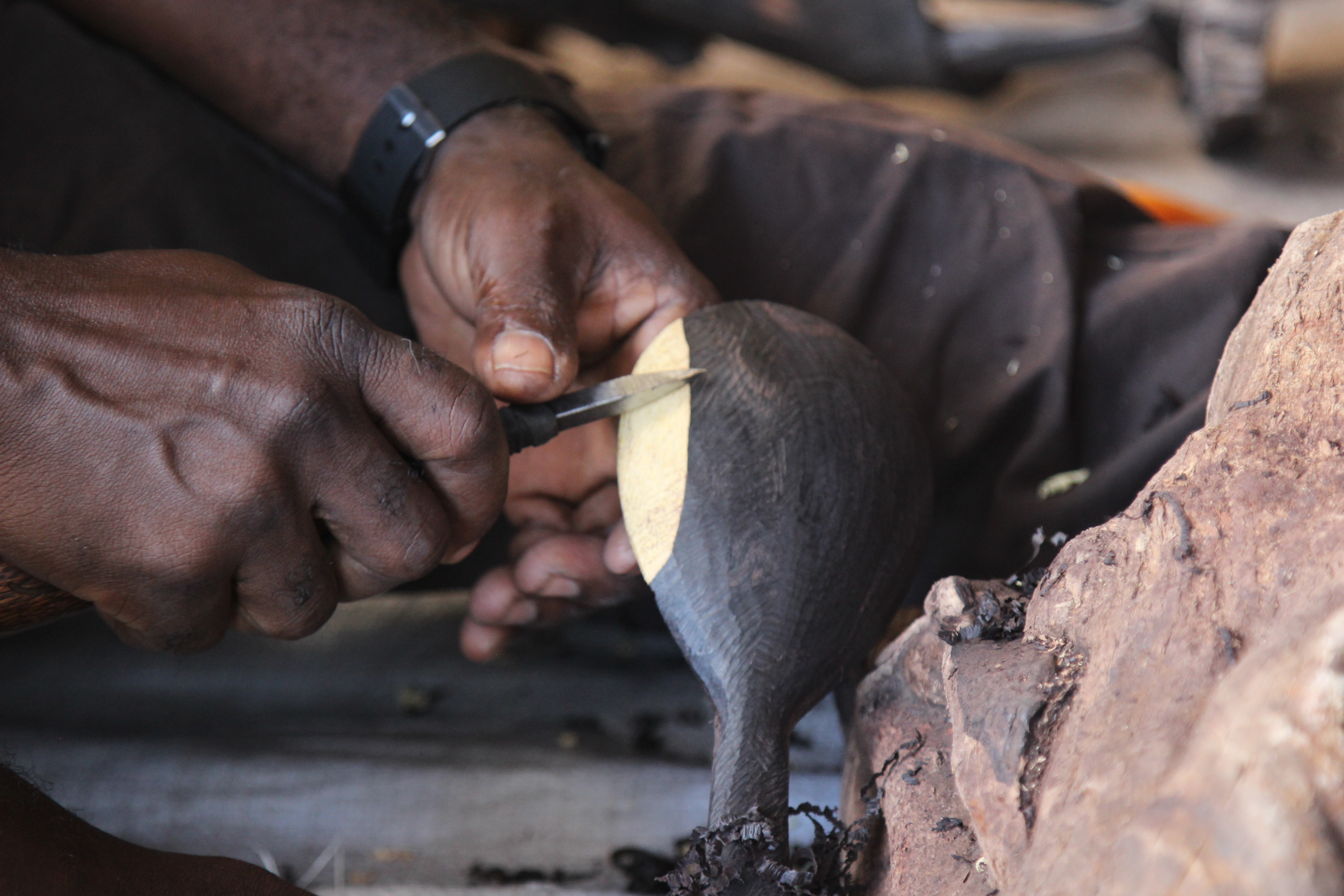
Schnitzen eines Holzlöffels in Tansania

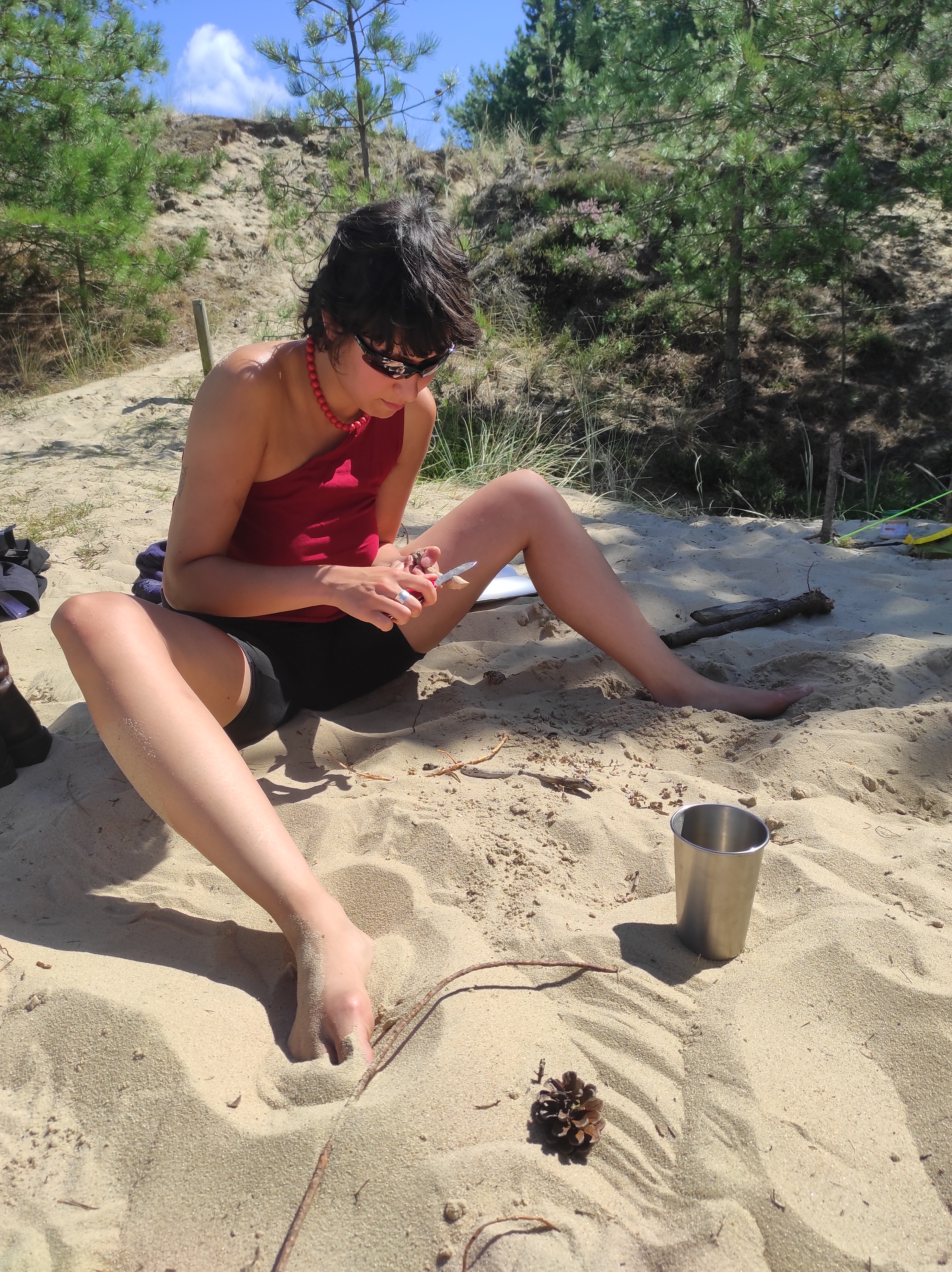
Junge Frau schnitzt

Schnitzen ist eine Technik vorrangig der Holzbearbeitung. Mit dem Begriff wird das Bearbeiten von Holz, Elfenbein und anderen Materialien mit Messern, Schnitzeisen und anderen scharfen Werkzeugen bezeichnet. In waldreichen Gegenden waren zahlreiche Berufe mit der Tätigkeit des Schnitzens verbunden, etwa Löffelmacher und Schnefler. Schnitzerzeugnisse und Skulpturen werden heute verstärkt industriell mit CAD-gesteuerten Kopierfräsmaschinen gefertigt. Nahe verwandt mit dem Schnitzen ist das Drechseln, der entsprechende Beruf ist der des Drechslers. Die künstlerische, spanabhebende und kerbende Bearbeitung von Metallen bezeichnet man in der Regel als Gravieren.

## Allgemeines
Die Form des Werkstücks entsteht durch die kleinteilige Wegnahme von Material. Methodisch ist es damit dem Steinmetzhandwerk ähnlich und steht anderen Methoden gegenüber, in denen die Form durch Zusammenfügen von Einzelteilen oder durch plastisches Modellieren entsteht. Der Sprachgebrauch verwendet dessen ungeachtet auch den Begriff Holzplastik. Eine neuzeitliche Form des Schnitzens ist das Kettensägenschnitzen.
Das Berufsbild Schnitzer umfasst den Holzschnitzer im Allgemeinen und den Bildschnitzer (Holzbildhauer) im Besonderen. Dabei unterscheidet man die Schnitzkunst, die die Herstellung von Kunstwerken durch das Bearbeiten von Holz bezeichnet, und das handwerkliche Schnitzen, worunter man das Herstellen von Gebrauchsgegenständen und die Verzierung durch Schnitzwerk (beispielsweise Kerbschnitt) versteht.

## Werkzeuge

### Schnitzeisen (Holzbildhauerwerkzeuge)

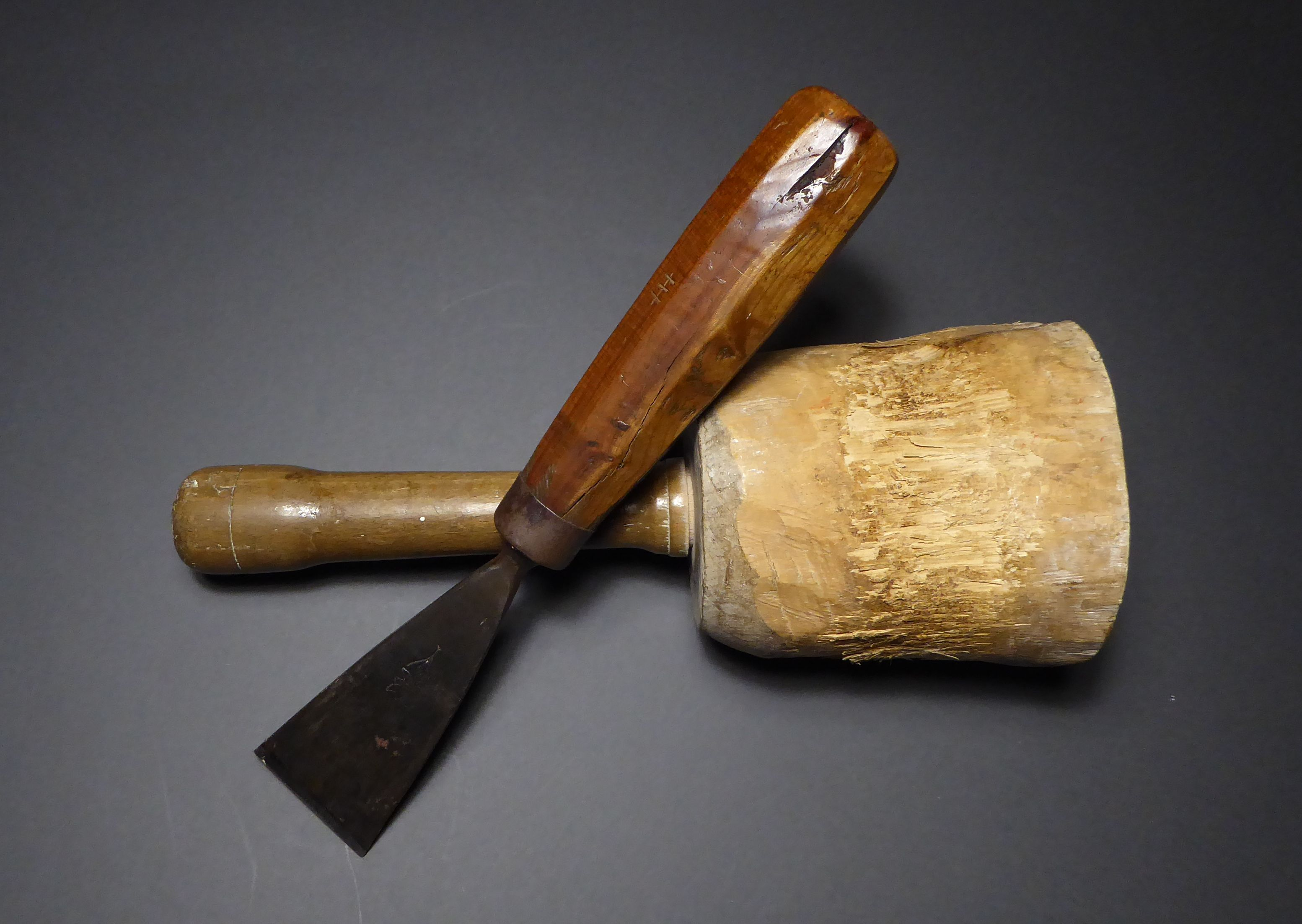
Balleisen mit Knüpfel

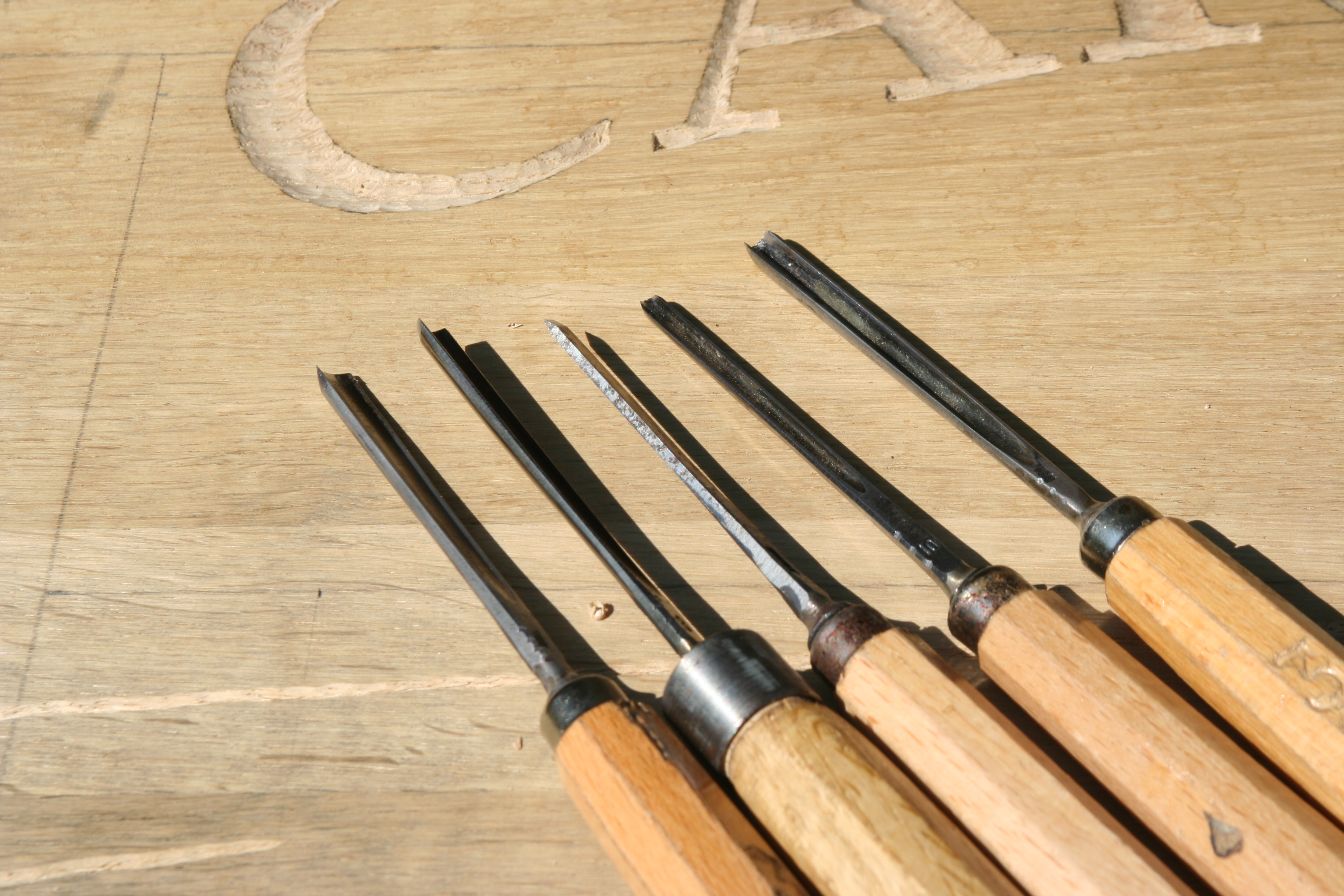
Holzbildhauerwerkzeuge (Auswahl)

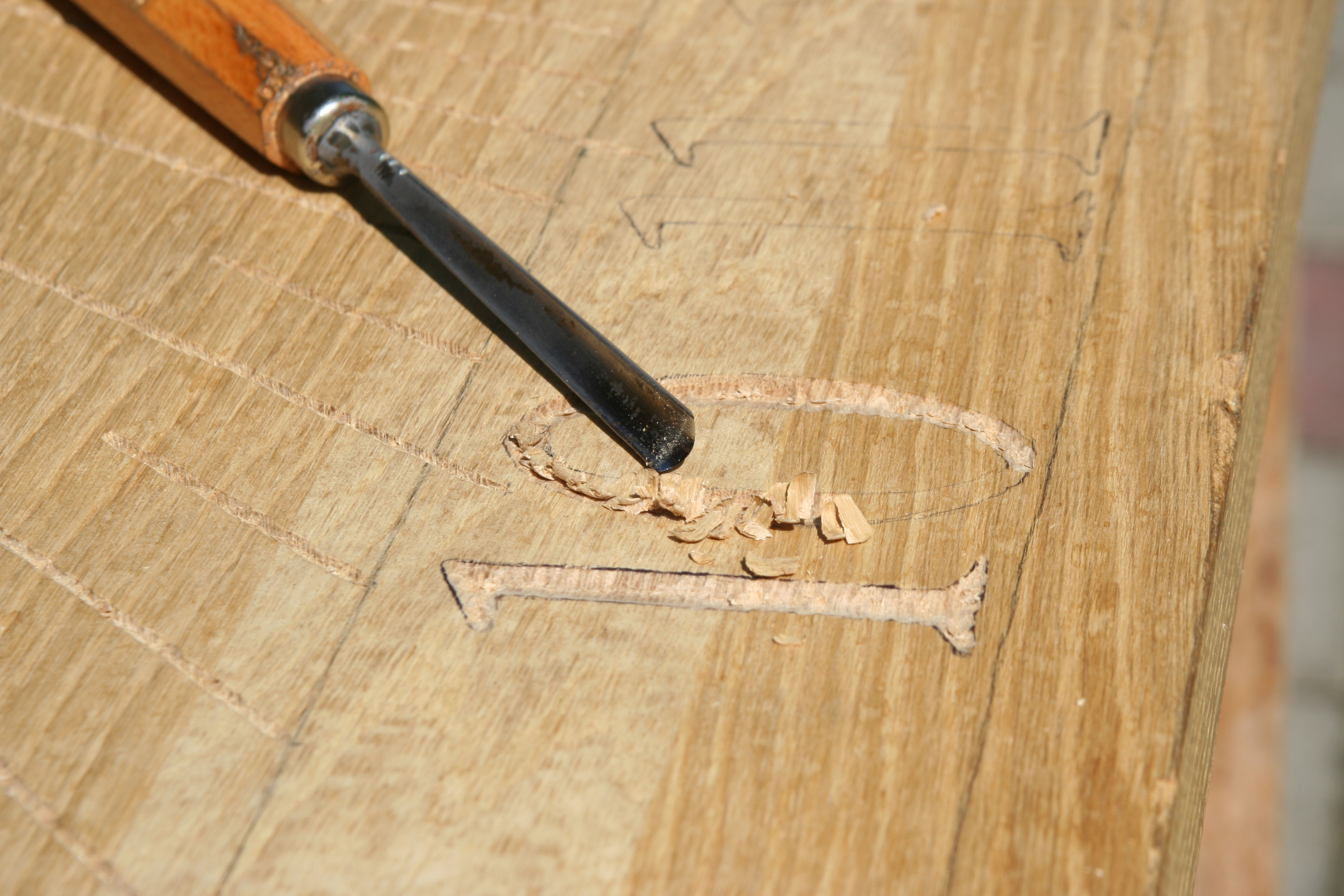
Holzbildhauereisen mit teilweise geschnitztem Holz

Es gibt rund tausend verschiedene Schnitzwerkzeuge (auch Holzbildhauereisen, Schnitzbeitel, Schnitzmesser, Schnitzeisen, oder nur Eisen genannt), die sich in der Breite (0,5 mm – 80 mm) und Schneidenform (Flach – Rund, V-, U-Form) unterscheiden. Der Querschnitt des Werkzeugs wird auch als Stich bezeichnet. Der Stich ist der Abdruck, den ein Schnitzwerkzeug hinterlässt, wenn es senkrecht ins Holz gedrückt wird. Es gibt Eisen mit gerader, gebogener oder auch gekröpfter Klinge. Auch verschiedene Messer mit geraden, gekrümmten, konvexen und konkaven Klingen kommen zum Einsatz, vor allem bei der Kerbschnitzerei. Einige Schnitzer verwenden sehr gerne das Kogatana.
Der Schnitzer hat spezielle Bezeichnungen für seine Werkzeuge.
- Balleisen bezeichnet der Schnitzer Eisen, die eine flache, gerade Schneide haben. Mit ihnen werden paradoxerweise meistens Rundungen geschnitzt. Wenn man versucht, mit einem Balleisen flach in einen Holzblock zu schneiden, reißen beidseitig neben den Schneidkanten die Holzfasern.
- Flacheisen sind Schnitzwerkzeuge, die eine leichte Höhlung haben. Hiermit werden flache Flächen und Rundungen bearbeitet.
- Hohleisen haben eine stärkere Höhlung und werden genutzt, um Vertiefungen und Höhlungen zu schneiden.
- Bohrer sind Hohleisen mit einer starken Höhlung, halbkreis-, U-förmig. Mit ihnen werden Löcher oder starke Vertiefungen geschnitzt. Mit diesen Eisen werden auch Figuren vorgeschnitzt, da man hiermit sehr effektiv größere Mengen an Holz wegnehmen kann.

U- und V-förmige Schnitzwerkzeuge werden genutzt, um z. B. Haare oder Augen darzustellen.
- V-förmige Werkzeuge werden als „Geißfuß“ bezeichnet. Damit werden Ecken, Haare oder gerade Kanten geschnitzt. Diese Eisen bestehen aus zwei Balleisen, die in verschiedenen Winkeln zueinander stehen. Handelsüblich sind Winkel mit 90°, 60°, 55°, 45° und 35°. Eine Sonderstellung hat der geschweifte Geißfuß, dessen Schneiden gebogen sind, damit werden z. B. Fingerzwischenräume geschnitzt.

Neben diesen Schneidenformen gibt es auch noch spezielle Formen, wie Kanal-, Schaller-, Macaroni- oder Backeronieisen.
Eine weitere Form ist das Blumeneisen. Dabei handelt es sich um ein Werkzeug, bei dem die Klingenbreite nach hinten verjüngt und der Schaft des Eisens nur dünn ausgeschmiedet ist. Diese Eisen benötigt man, um in kleinen Vertiefungen genügend Bewegungsfreiheit zu haben.
Holzbildhauerwerkzeuge werden aus hoch kohlenstoffhaltigem Stahl gefertigt. Die Schneiden sollten eine sehr hohe Schärfe haben. Der Schneidenwinkel beträgt ca. 20° für weiche Hölzer und ca. 30° für harte Hölzer. Die Schneide der Schnitzeisen ist mit einer Außenfase geschliffen. Balleisen werden mit ein- und zweiseitigem Anschliff geliefert, wobei der beidseitige Anschliff die oben genannten Schneidenwinkel aus der Summe der Fasenwinkel erreicht (z. B. beide Seiten mit 15° ergibt einen Gesamtwinkel von 30°).

### Schärfen der Werkzeuge
Die Schnitzeisen werden entweder per Hand auf Öl- bzw. Wassersteinen oder mit Hilfe von elektrischen Schleifmaschinen geschärft. Dabei muss auf die Schleiftemperatur geachtet werden. Die Schneiden sind so dünn, dass die Reibungshitze bei elektrischen Maschinen schnell das Material ausglüht.
Darum bevorzugen viele Schnitzer Nassschleifmaschinen, bei denen ein langsam drehender Stein in einem Wasserbad läuft. Außerdem entstehen dabei keine Funken, was in einer Holzwerkstatt die Brandgefahr erheblich mindert.
Die Eisen müssen während der Benutzung nur selten neu angeschliffen werden. Über eine lange Zeit können die Schneiden auf einem Leder mit etwas Polierpaste (wachshaltige Paste mit sehr feinen Schleifkörpern) abgezogen werden. Erst wenn die Schneiden durch diesen Polierabzug verrunden, d. h. die Schneidengeometrie nicht mehr optimal ist, wird neu angeschliffen. Berufsschnitzer nutzen aus Zeitgründen Schwabbelscheiben zum Abziehen der Werkzeuge. Durch den hohen Materialabtrag verrunden die Schneiden schneller, so dass ein höherer Verschleiß gegeben ist.

### Hammer
Bei größeren Arbeiten nutzt der Schnitzer einen Hammer mit rundem Kopf, den Klüpfel. Damit wird das Eisen durch das Holz getrieben. Klüpfel bestehen traditionell aus hartem Holz (meist Weißbuche). Im Handel werden mittlerweile auch Klüpfel mit Schlagflächen aus Polyurethan oder Bronze angeboten. Polyurethan ist leicht elastisch und schont die Hefte der Werkzeuge. Bronzeklüpfel sind durch ihre hohe Masse im Verhältnis zur Größe sehr gut zu führen und eignen sich daher gut für kleine Arbeiten in hartem Holz.

### Fixierung, Halterungen

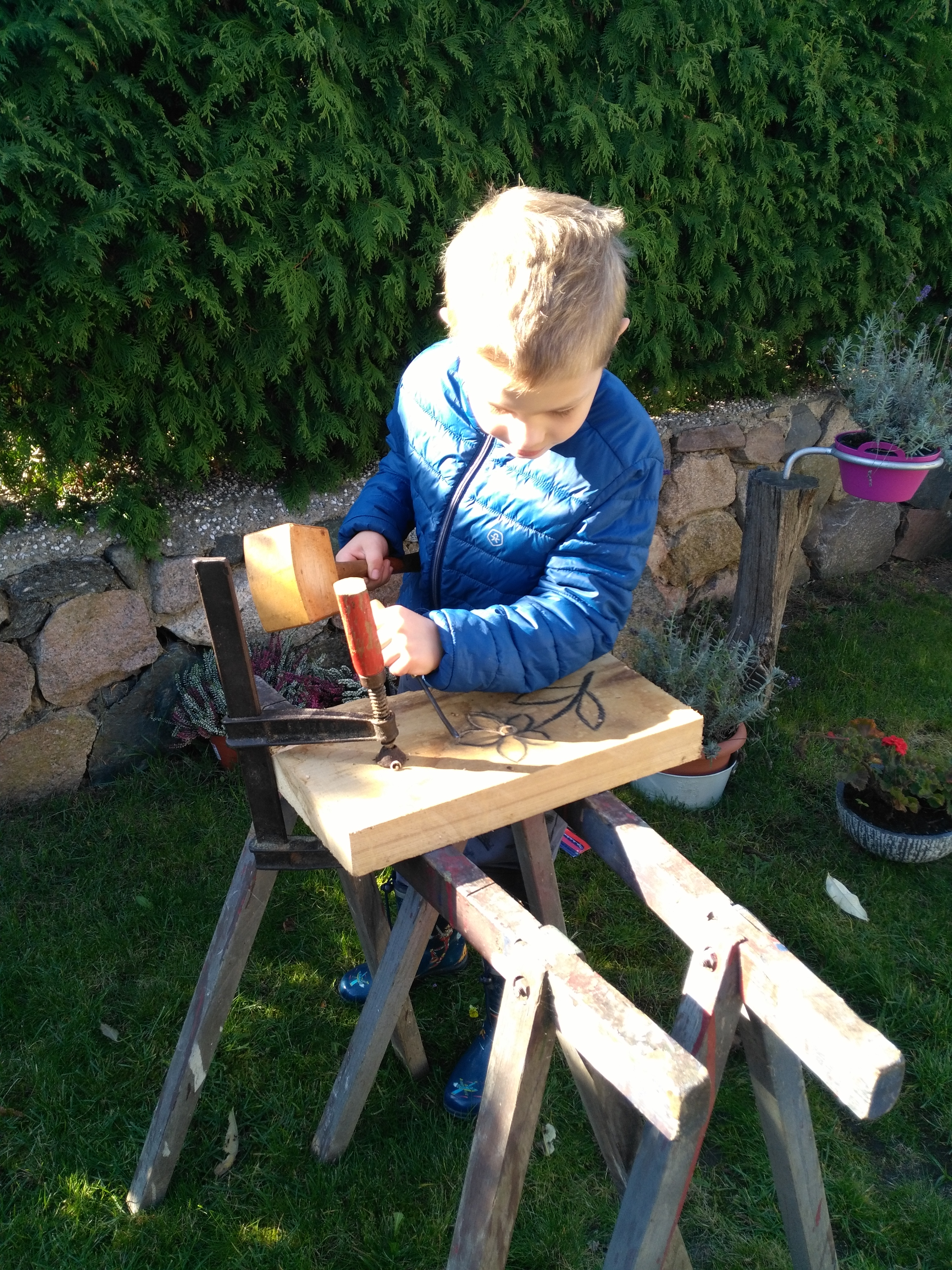
Schnitzendes Kind

Beim Hantieren mit Werkzeugen passieren oft Unfälle, insbesondere ist das Arbeiten mit Schnitzmessern immer ein Risiko. Durch das richtige Fixieren der Werkstücke und das Arbeiten mit scharfen Werkzeugen kann das Risiko erheblich verringert werden. Scharfe Werkzeuge benötigen weniger Kraft zum Schneiden als stumpfe. Grundsätzlich arbeitet man mit der Klingenseite stets vom Körper weg.
Das Werkstück kann mit verschiedenen Halterungen fixiert werden. Holzplatten für Reliefs werden entweder auf einer Holzplatte von unten durch Schrauben oder in einem stabilen Rahmen mit Keilen gehalten. Figuren werden mit Hilfe eines Schnitzgalgens gehalten. Der Schnitzgalgen besteht aus zwei Harthölzern, die mit einem beweglichen Gelenk verbunden sind. Traditionell wird der Galgen an einer Hobelbank eingespannt. Das Werkstück bekommt am Boden ein Loch, in das eine Figurenschraube geschraubt wird. Die Figurenschraube hat zwei verschiedene Gewinde. Das Ende, das in das Werkstück geschraubt wird, ist konisch, damit es im Holz besser greift. Am anderen Ende befindet sich ein normales Gewinde, an dem eine große Knebelmutter aufgeschraubt wird. Der Schnitzgalgen hat vorn entweder eine Lochreihe oder einen Schlitz, um die Figurenschraube zu befestigen. Zum Drehen der Figur wird die Knebelmutter leicht gelöst, dann kann die Figur ausgerichtet und durch erneutes Anziehen wieder fixiert werden.
Kleinere Teile, wie Möbelverzierungen, werden mit einer Zwischenlage aus Papier, mit verdünntem Holzleim, auf ein Holzbrett geleimt. Nach beendeter Arbeit kann das Teil mit einem Spachtel von der Unterlage gelöst werden.
Es gibt auch die Möglichkeit, kleinere Figuren in der Hand zu schnitzen. Dabei werden hauptsächlich normale Schnitzmesser benutzt. Die Verletzungsgefahr ist bei dieser Art der Schnitzerei erhöht.
Bei Kerbschnitzereien werden die Werkstücke teils auf einer Platte fixiert oder auf dem Oberschenkel aufgelegt. Beim Auflegen auf den Oberschenkel kann der Schnitzer das Werkstück mit einer Hand führen und mit der anderen das Messer im richtigen Winkel halten. Die Messerhand wird mit dem Daumen auf dem Werkstück aufgestützt, dann werden das Werkstück und das Messer so bewegt, dass der Schnitt nach Wunsch verläuft. Die Verletzungsgefahr ist hier recht niedrig.

## Materialien

### Holz

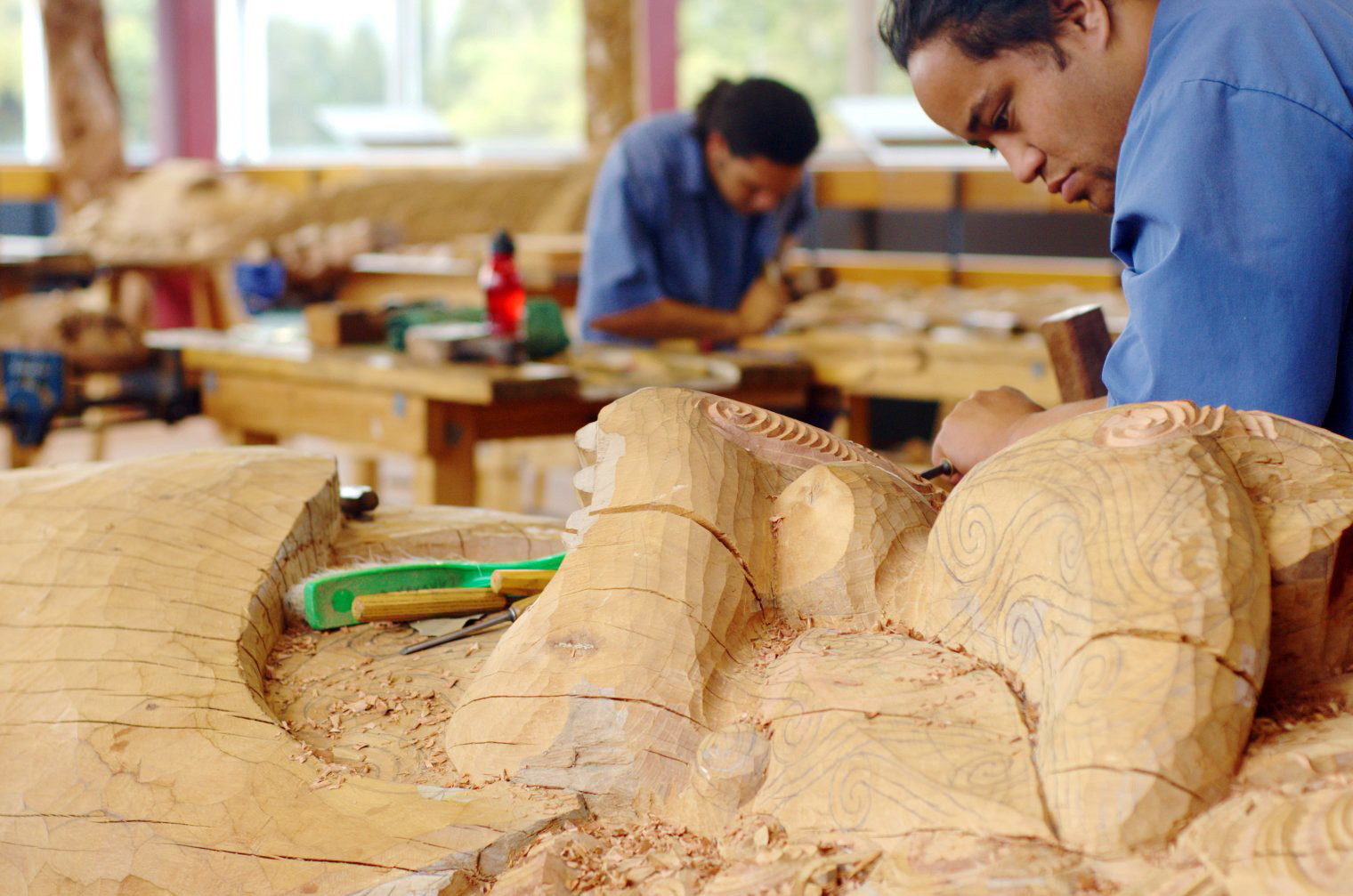
Maori-Schnitzer

Relief einer Weihnachtskrippe in Zirbelholz aus Gröden

Zum Schnitzen verwendet man kurzfaserige, homogene Holzsorten. Das beliebteste Schnitzholz ist Linde. Mit diesem lassen sich detailreiche, feine Schnitzereien fertigen. Für geschnitzte Ornamente wird im Stilmöbelbau vorwiegend Erle benutzt, weil es sich sehr gut auf den gewünschten Farbton beizen lässt. Das harte Buchsbaumholz wird ebenfalls oft für detailreiche Schnitzereien genutzt. Beim Schnitzen wird außerdem das helle Ahornholz recht häufig verwendet. Zirbelholz ist weich, allerdings besitzt es viele Äste und dunkelt mit der Zeit ab. Dafür verbreitet das Zirbelholz einen angenehmen Duft, den viele mögen. Schnitzer, die mit der Motorsäge arbeiten, greifen gerne auch zum braunen Ulmenholz, das ein schönes Holzbild besitzt. Weitere Schnitzhölzer sind Pappel-, Birken-, Eichen-, Weymouthkiefer- und Arvenholz sowie verschiedene Obsthölzer. Viele Hölzer benötigen eine lange Trockenzeit, um die Reißneigung so gering wie möglich zu halten.
Als Grünholzschnitzen wird das Schnitzen frischer Äste und Stöcke bezeichnet. Das weiche Grünholz von Laubbäumen wie Haselnuss, Birke, Erle, Esche, Pappel, Linde oder Weide ist so weich, dass es auch von Kindern leicht verarbeitet werden kann.

### Tierknochen
Die Schnitzereien in Tierknochen inkludieren als Material Geweihe und Hörner. Das Schnitzen mit Tierknochen wird in vielen Völkern traditionell praktiziert und resultiert in der Ornamentierung eines Knochens oder in der Schaffung einer Figur. Mittlerweile werden Tierknochen als günstiger und legaler Ersatz von Elfenbein verwendet.

### Elfenbein
Eine der ältesten Formen der Schnitzkunst ist die Elfenbeinschnitzerei. Elfenbein gehört zu den dauerhaftesten schnitzbaren Materialien, siehe beispielsweise die 35.000 bis 40.000 Jahre alte Venus vom Hohlefels. Die ersten Schnitzwerkzeuge für Elfenbeinschnitzereien waren Klingen aus Feuerstein, während in neuester Zeit hochtourige Präzisionswerkzeuge zum Einsatz kommen.

### Eis
Beim Eisschnitzen wird ein nach einem speziellen Verfahren hergestellter Eisblock zu einer Skulptur geschnitzt. Die Eisskulpturen werden auf der Basis von Vorlagen mithilfe von Sägen, Hämmern, Feilen und Macheten geschlagen und geschnitzt sowie durch warmes Wasser geschmolzen.

### Andere Materialien
Es gibt eine ganze Reihe an Materialien, die sich für Schnitzereien eignen. Im amerikanischen Raum ist die Münzschnitzerei („Hobo Nickel“) verbreitet, eine Kunstform, bei der Münzen mit einem neuen Relief versehen werden. Außerdem können auch Figuren aus Gemüse (z. B. Kürbissen oder Rüben) gefertigt werden und im asiatischen Raum sind Schnitzereien aus Muscheln und sogar Stein weit verbreitet. Weitere Beispiele für Materialien, die zum Schnitzen verwendet werden, sind Wachs, Gips, Gagat einige weiche Metalle oder Beton.
Weitere spezielle Schnitzmaterialien werden verwendet für
- Butterschnitzen
- Ziegelschnitzerei
- Mikroschnitzerei, hier werden beispielsweise Kirschkerne oder Nussschalen verwendet.

## Figurenschnitzen
Berufsschnitzer nutzen gerne so genannte Schnitzrohlinge. Dabei handelt es sich um vorgefräste Holzstücke. Aufgrund des Kostendrucks werden in Kopierfräsen die Holzstücke vorgearbeitet. Diese Rohlinge müssen noch komplett überschnitzt werden. Je nach Qualität der Fräsung und der Details der Arbeit kann der Schnitzer so in kurzer Zeit relativ viele Kopien einer Arbeit erstellen.
Trotzdem gilt z. B. eine Figur als „handgeschnitzt“, wenn diese komplett mit Schnitzmessern überarbeitet wurde.

## Model-Schnitzen
Mit erhöhtem Schwierigkeitsgrad ist das Model-Schnitzen verbunden. Damit wird im Gegensatz zum erhabenen Schnitzen von klassischen Reliefarbeiten ein Negativ in die Tiefe gearbeitet. Die zusätzliche Herausforderung ist, dass die rechte und linke Seite des Motivs im Negativ vertauscht werden müssen, um im späteren Plätzchen das Originalmotiv wiederzugeben. Man schnitzt spiegelbildlich.

## Oberflächenbehandlung

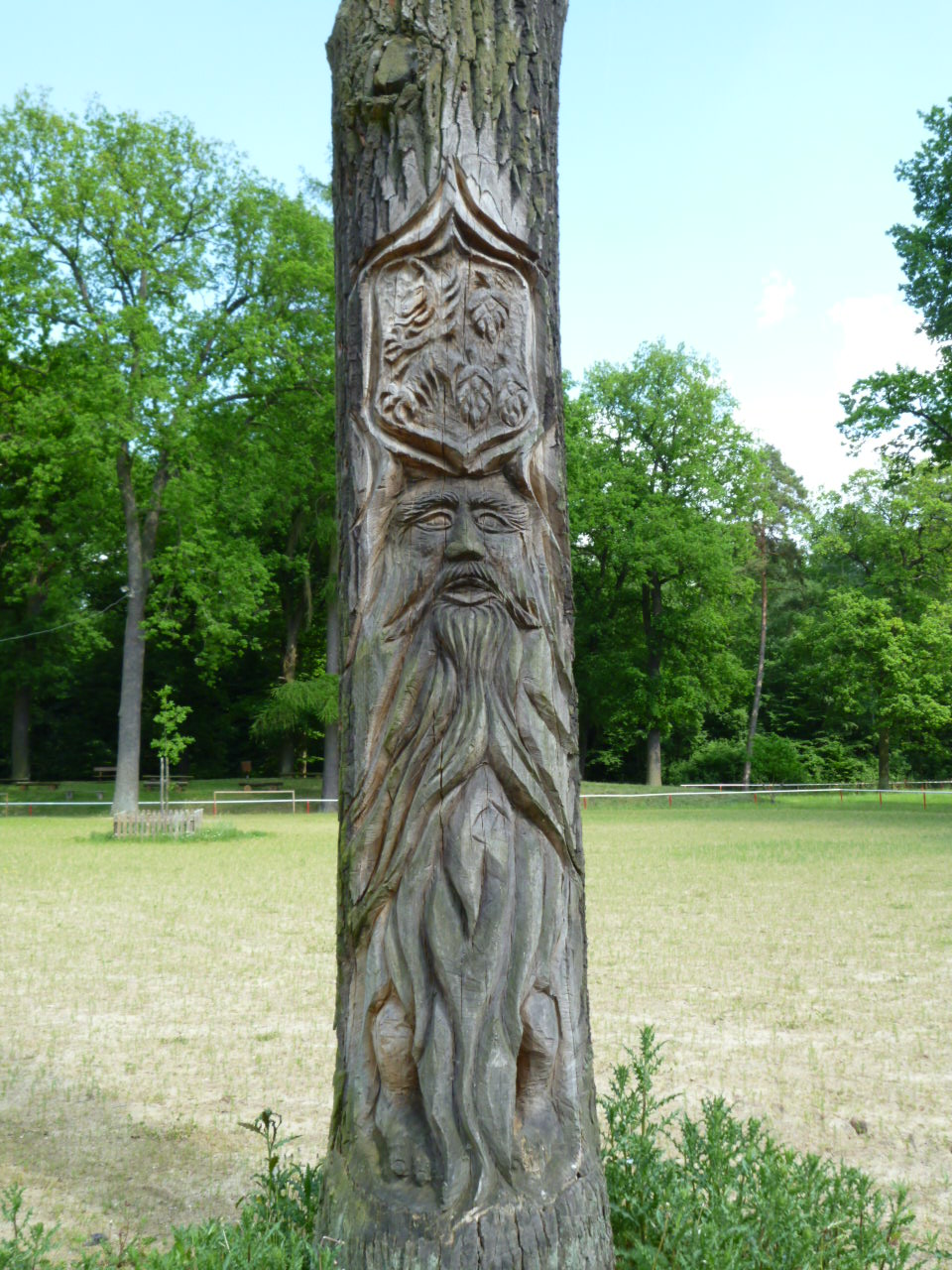
Schnitzerei im Naherholungsgebiet Grieps (Calvörde)

Schnitzereien werden in „Natur“, „Koloriert“ oder „Gefasst“ im Handel angeboten. Um die natürliche Oberfläche des Holzes zu erhalten, wird die Schnitzerei mit Ölen oder Wachsen behandelt. Diese sorgen für einen Oberflächenschutz, der das Holz vor Feuchtigkeit und Schmutz schützt. Koloriert heißt, dass die Farbe des Holzes mit Farben oder Beizen verändert wird. Dabei bleibt die natürliche Struktur des Holzes sichtbar. Endbehandlung erfolgt auch hier mit Wachs oder Öl.
Gefasste Schnitzereien sind mit einem speziellen Leim- und Kreidegrund versehen. Meistens wird bei einer Fassung auch eine Vergoldung vorgenommen. Die farbliche Gestaltung wird mit deckenden Farben vorgenommen, so dass vom Holz nichts mehr zu sehen ist.

## Museen
Das Museum Gherdëina in St. Ulrich in Gröden in Südtirol zeigt eine reiche Sammlung von Holzschnitzereien vom 17. bis 20. Jahrhundert und holzgeschnitztes Spielzeug und Puppen aus dem 19. und 20. Jahrhundert.
Das Deutsche Elfenbeinmuseum in Erbach (Odenwald) besitzt eine umfangreiche Sammlung von Schnitzereien in Elfenbein und elfenbeinähnlichen Materialien wie Tagua.
Das Daetz-Centrum im Schlosspalais von Lichtenstein (Sachsen) beherbergt eine Sammlung von geschnitzten Skulpturen aus mehr als 30 Ländern.